# Antennaria howellii subsp. canadensis
Sous-espèce
Classification phylogénétique
Antennaria howellii subsp. canadenis est une sous-espèce de Antennaria howellii, de la famille des Asteraceae.

## Synonyme
- Antennaria canadensis Greene